# Mouettes
Mouettes – miejscowość i gmina we Francji, w regionie Normandia, w departamencie Eure.
Według danych na rok 1990 gminę zamieszkiwały 484 osoby, a gęstość zaludnienia wynosiła 58 osób/km² (wśród 1421 gmin Górnej Normandii Mouettes plasuje się na 462 miejscu pod względem liczby ludności, natomiast pod względem powierzchni na miejscu 441).